# David Handler
 (janvier 2022).
Pour les articles homonymes, voir Handler.
David Handler, né le 14 septembre 1952 à Los Angeles, en Californie, aux États-Unis, est un écrivain américain, auteur de roman policier.

## Biographie
Il fait des études supérieures à l'université de Californie à Los Angeles, où il obtient son baccalauréat en 1974, avant de décrocher une maîtrise de l'Université Columbia en 1975. Il est ensuite tour à tour nègre littéraire, chroniqueur, scénariste et critique dramatique pour des productions théâtrales de Broadway.
En 1990, il publie The Man Who Would Be F. Scott Fitzgerald pour lequel il est lauréat du prix Edgar-Allan-Poe 1991 du meilleur livre de poche original. Ce titre est l'un des romans policiers humoristiques de la série, amorcée en 1988, qui a pour héros le nègre littéraire Stewart Hoag et son chien basset hound Lulu, grand ennemi des chats.
En 2001, David Handler commence la publication d'une nouvelle série policière ayant cette fois pour héros Mitch Berger, un critique de cinéma new-yorkais, et Desiree Mitry, un détective noir de la police du Connecticut.

## Œuvre

### Romans

#### SérieDanny Levine
- Kiddo (1986)
- Boss (1988)

#### SérieStewart Hoag et Lulu
- The Man Who Died Laughing (1988)
- The Man Who Lived By Night (1989)
- The Man Who Would Be F. Scott Fitzgerald (1990)
- The Woman Who Fell From Grace (1991)
- The Boy Who Never Grew Up (1992)
- The Man Who Cancelled Himself (1995)
- The Girl Who Ran Off With Daddy (1996)
- The Man Who Loved Women to Death (1997)
- The Girl with Kaleidoscope Eyes (2017)
- The Man Who Couldn’t Miss (2018)
- The Man in the White Linen Suit (2019)
- The Man Who Wasn’t All There (2021)
- The Girl Who Took What She Wanted (2023)
- The Woman Who Lowered the Boom (2024)

#### SérieBerger et Mitry
- The Cold Blue Blood (2001)
- The Hot Pink Farmhouse (2002)
- The Bright Silver Star (2003)
- The Burnt Orange Sunrise (2004)
- The Sweet Golden Parachute (2006)
- The Sour Cherry Surprise (2008)
- The Shimmering Blond Sister (2010)
- The Blood Red Indian Summer (2011)
- The Snow White Christmas Cookie (2012)
- The Coal Black Asphalt Tomb (2014)
- The Lavender Lane Lothario (2016)

#### SérieBenji Golden
- Runaway Man (2013)
- Phantom Angel (2015)

#### Autre roman
- Click to Play (2009)

### Romans signés Russell Andrews
- L'Affaire Gidéon (2000)
- Vertiges (2002)
- Aphrodite (2003)
- Midas (2005)
- Hades (2007)

## Prix et distinctions

### Prix
- Prix Edgar-Allan-Poe 1991 du meilleur livre de poche original pour The Man Who Would Be F. Scott Fitzgerald[1]

### Nominations
- Prix Anthony 1989 du meilleur livre de poche original pour The Man Who Died Laughing[2]
- Prix Dilys 2002 pour The Cold Blue Blood[3]